# جو كلارك (لاعب كرة قدم أمريكي)
جو كلارك (بالإنجليزية: Joe Clarke)‏ (27 نوفمبر 1953 في الولايات المتحدة - ) هو مدرب كرة قدم ولاعب كرة قدم أمريكي في مركز الدفاع. لعب مع كاليفورنيا سيرف ‏ وسانت لويس ستارز وSaint Louis Billikens men's soccer ‏ وSt. Louis Kutis S.C. ‏ وسَانت لويس ستيمرز ‏.

## وصلات خارجية
- جو كلارك على موقع قاعدة بيانات كرة القدم.إي يو (الإنجليزية)
- جو كلارك على موقع قاعدة بيانات كرة القدم.إي يو (الإنجليزية)